# Уахикори (муниципалитет)
Уахикори (исп. Huajicori) — муниципалитет в Мексике, штат Наярит, с административным центром в одноимённом городе. Численность населения, по данным переписи 2010 года, составила 11 400 человек.

## Общие сведения
Название Huajicori с языка науатль можно перевести, как: где много пейоте.
Площадь муниципалитета равна 2603 км², что составляет 9,43 % от территории штата. На юге он граничит с другим муниципалитетом Наярита — Акапонета. Также Уахикори граничит с другими штатами Мексики: на севере и востоке с Дуранго, и на западе с Синалоа.

## Учреждение и состав
Муниципалитет был образован в 1918 году, в его состав входит 167 населённых пунктов, самые крупные из которых:
| Населённый пункт                  | Численность населения (2005 год) | Численность населения (2010 год) |
| Всего                             | 10 561                           | 11 400                           |
| Уахикори (Административный центр) | 2 649                            | 3 004                            |
| Сан-Андрес-Мильпильяс             | 618                              | 640                              |
| Кивикинта                         | 416                              | 500                              |
| Сан-Франсиско-Кайман              | 298                              | 340                              |
| Санта-Мария-Пикачос               | 281                              | 318                              |
| Эль-Рийто                         | 238                              | 314                              |
| Минераль-Кучарас                  | 287                              | 298                              |

## Экономическая деятельность
Работоспособное население занято по секторам экономики в следующих пропорциях:

### Сельское хозяйство и скотоводство — 68,9%
- Основными выращиваемыми культурами являются: кукуруза, фасоль, чили и фрукты.
- Скотоводство является основным видом деятельности. Здесь разводят крупный рогатый скот и коз. В меньшей степени разводятся свиньи, овцы и лошади. Есть несколько птицеферм и пасек.

### Производство и строительство — 12,2%
- Лесозаготовка древесины: кедра, сосны и дуба.
- Производится горнодобыча таких минералов, как медь, цинк, свинец, серебро и золото.

### Торговля, сферы услуг итуризма— 14,2%
- Небольшое количество предприятий торговли, реализующих продукты питания и предметы первой необходимости.
- Перспективный туристический бизнес только в зачаточном состоянии, удовлетворяющий минимальные запросы.

## Инфраструктура
По статистическим данным 2005 года, инфраструктура развита следующим образом:
- протяжённость дорог: 65 км;
- электрификация: 71,6 %;
- водоснабжение: 61%;
- водоотведение: 16,6 %.

## Туризм
В муниципалитете можно посетить церковь Девы Марии Канделярской в стиле барокко, строительство которой было начато в 1824 году..